# ZSCAN21
ZSCAN21‏ (Zinc finger and SCAN domain containing 21) هوَ بروتين يُشَفر بواسطة جين ZSCAN21 في الإنسان.